# Emirados Árabes Unidos nos Jogos Olímpicos de Verão da Juventude de 2010
Os Emirados Árabes Unidos participaram dos Jogos Olímpicos de Verão da Juventude de 2010 em Cingapura. Cada um dos quatro atletas de sua delegação competiu em um esporte.

## Hipismo
| Atleta                                                              | Cavalo        | Evento            | Preliminares | Preliminares | Preliminares | Preliminares | Preliminares | Preliminares | Final       | Final       | Pos. final |
| Atleta                                                              | Cavalo        | Evento            | Rodada A     | Rodada A     | Rodada B     | Rodada B     | Rodada B     | Total A+B    | Penal.      | Tempo       | Pos. final |
| Atleta                                                              | Cavalo        | Evento            | Penal. salto | Pos.         | Penal. salto | Penal. tempo | Total B      | Total A+B    | Penal.      | Tempo       | Pos. final |
| ------------------------------------------------------------------- | ------------- | ----------------- | ------------ | ------------ | ------------ | ------------ | ------------ | ------------ | ----------- | ----------- | ---------- |
| Sheikh Ali Abdulla Majid Alqassimi                                  | Pearl Monarch | Saltos individual | 4            | 10º          | 4            | 0            | 4            | 8            | Não avançou | Não avançou | 9º         |
| Sheikh Ali Abdulla Majid Alqassimi (como integrante da equipe Ásia) | Pearl Monarch | Saltos por equipe | 12           | 4º           | 0            | 0            | 0            | 12           | Não avançou | Não avançou | 4º         |

## Taekwondo
| Evento             | Atleta     | 1ª rodada   | Quartas-de-final              | Semifinais  | Final       | Pos. final |
| ------------------ | ---------- | ----------- | ----------------------------- | ----------- | ----------- | ---------- |
| Até 49 kg feminino | Haya Jumaa | Não avançou | THA Worawong Pongpanit D 2-12 | Não avançou | Não avançou | 6º         |

## Tiro
| Evento                        | Atleta        | Qualificação | Qualificação | Qualificação | Qualificação | Qualificação | Qualificação | Qualificação | Qualificação | Final       | Final       | Final       | Final       | Final       | Final       | Final       | Final       | Final       | Final       | Final       | Final       | Final       |
| Evento                        | Atleta        | 1            | 2            | 3            | 4            | 5            | 6            | Total        | Pos.         | 1           | 2           | 3           | 4           | 5           | 6           | 7           | 8           | 9           | 10          | Total final | Total       | Pos. final  |
| ----------------------------- | ------------- | ------------ | ------------ | ------------ | ------------ | ------------ | ------------ | ------------ | ------------ | ----------- | ----------- | ----------- | ----------- | ----------- | ----------- | ----------- | ----------- | ----------- | ----------- | ----------- | ----------- | ----------- |
| Carabina de ar 10 m masculino | Salem Alqaydi | 92           | 92           | 95           | 93           | 93           | 93           | 558          | 20º          | Não avançou | Não avançou | Não avançou | Não avançou | Não avançou | Não avançou | Não avançou | Não avançou | Não avançou | Não avançou | Não avançou | Não avançou | Não avançou |

## Vela
| Atleta                  | Evento             | Regata | Regata | Regata | Regata | Regata | Regata | Regata | Regata | Regata | Regata | Regata | Regata | Total | Posição |
| Atleta                  | Evento             | 1      | 2      | 3      | 4      | 5      | 6      | 7      | 8      | 9      | 10     | 11     | M      | Total | Posição |
| ----------------------- | ------------------ | ------ | ------ | ------ | ------ | ------ | ------ | ------ | ------ | ------ | ------ | ------ | ------ | ----- | ------- |
| Saif Ibrahim Al Hammadi | Byte CII masculino | 25     | 27     | 28     | 24     | 24     | 25     | 23     | 20     | 22     | 21     | 20     | 27     | 231   | 27º     |

Notas:
- M - Regata da Medalha
- OCS – On the Course Side of the starting line
- DSQ – Disqualified (Desclassificado)
- DNF – Did Not Finish (Não completou)
- DNS – Did Not Start (Não largou)
- BFD – Black Flag Disqualification (Desclassificado por bandeira preta)
- RAF – Retired after Finishing (Aposentou-se após completar a prova)